# Estació de Montgat
Montgat és una estació ferroviària propietat d'adif situada a la població de Montgat a la comarca del Maresme. A l'estació s'hi aturen trens de la línies de rodalia R1 i RG1 operades per Renfe Operadora i es troba a la línia Barcelona-Mataró-Maçanet.
Aquesta estació de la línia de Mataró va entrar en servei el 28 d'octubre de 1848 quan es va obrir el ferrocarril de Barcelona a Mataró, la primera línia de ferrocarril de la península Ibèrica. A Barcelona es va construir la terminal entre la Barceloneta i la Ciutadella, a la vora del Torín a l'inici de la desapareguda avinguda del Cementiri, que posteriorment seria substituïda per l'Estació de les Rodalies. La iniciativa de la construcció del ferrocarril havia estat de Miquel Biada i Bunyol per dur a terme les múltiples relacions comercials que s'establien entre Mataró i Barcelona.
Està situada al raval de les Mallorquines, al sud del turó de Montgat que el tren travessa per un túnel. L'altra és l'estació de Montgat Nord, al raval de Montsolís.
L'any 2016 va registrar l'entrada de 600.000 passatgers.

## Serveis ferroviaris
| Procedència/Destinació                  | <        | Línia | >            | Procedència/Destinació                               |
| --------------------------------------- | -------- | ----- | ------------ | ---------------------------------------------------- |
| Rodalia de Barcelona                    |          |       |              |                                                      |
| Molins de Rei L'Hospitalet de Llobregat | Badalona |       | Montgat Nord | Mataró Arenys de Mar Calella Blanes Maçanet-Massanes |
| Rodalia de Girona                       |          |       |              |                                                      |
| L'Hospitalet de Llobregat               | Badalona |       | Montgat Nord | Figueres Portbou                                     |

## Edifici
És un edifici eclèctic de planta rectangular, de tres cruïlles, amb el cos central més elevat que els laterals, que estan formats per una planta baixa i un pis. Destaca el tractament accentuat de les cornises que separen les diferents plantes, la gran quantitat d'obertures d'arcs escarsers que recorren amb un ritme continuat els tres cossos i que destaquen sobre el maó vist dels murs, i el coronament superior de la façana amb elements neoclàssics a manera de frontó. És interessant també la marquesina sostinguda per una estructura de ferro col·lat situada sobre la façana per a protegir de la pluja, igual que l'abaixador de l'altra banda de la via, amb paviments de fusta.
Aquesta estació de tren segueix el mateix esquema que la majoria d'estacions que es van fer en aquesta època.

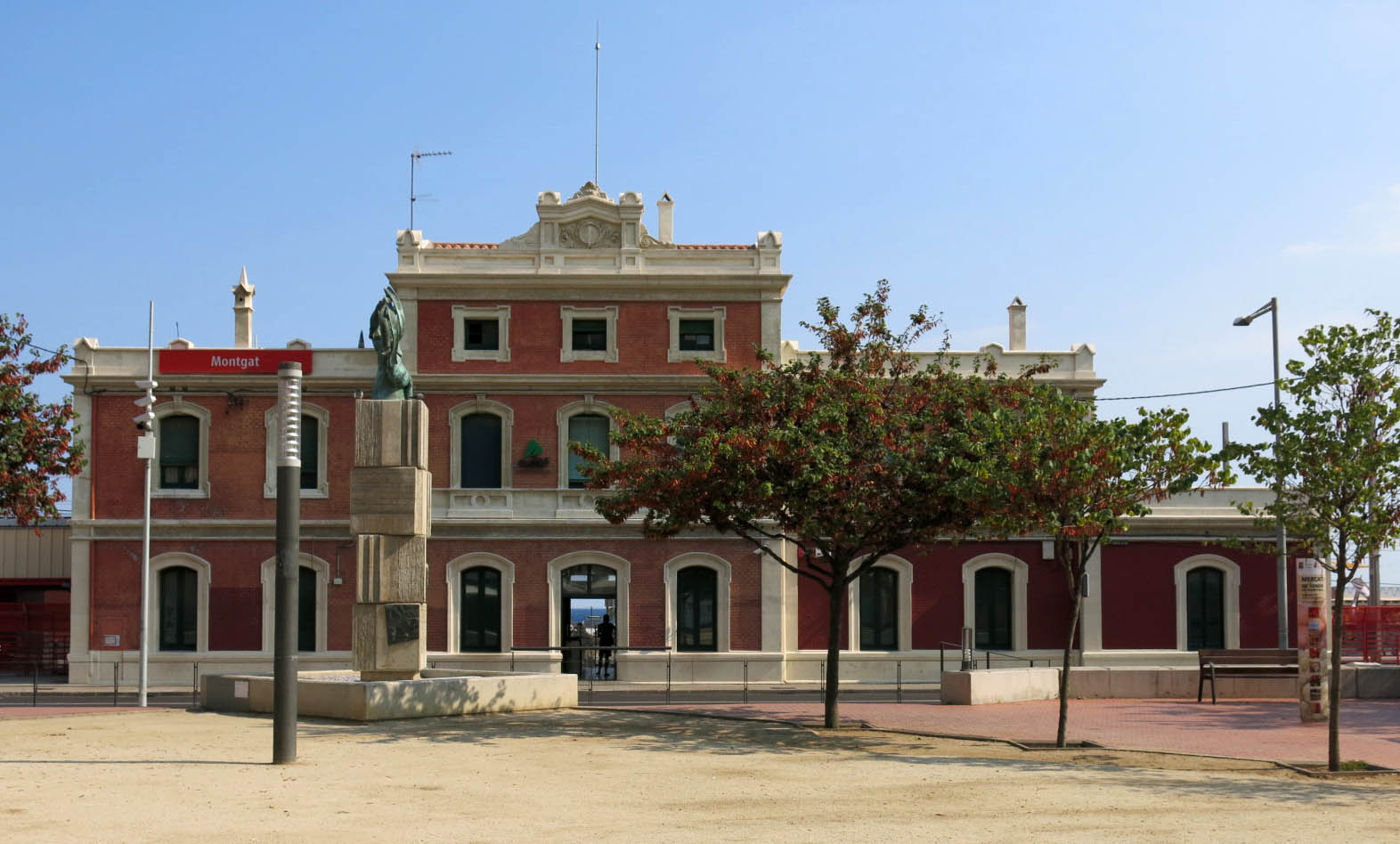
L'edifici i l'entrada a l'estació.
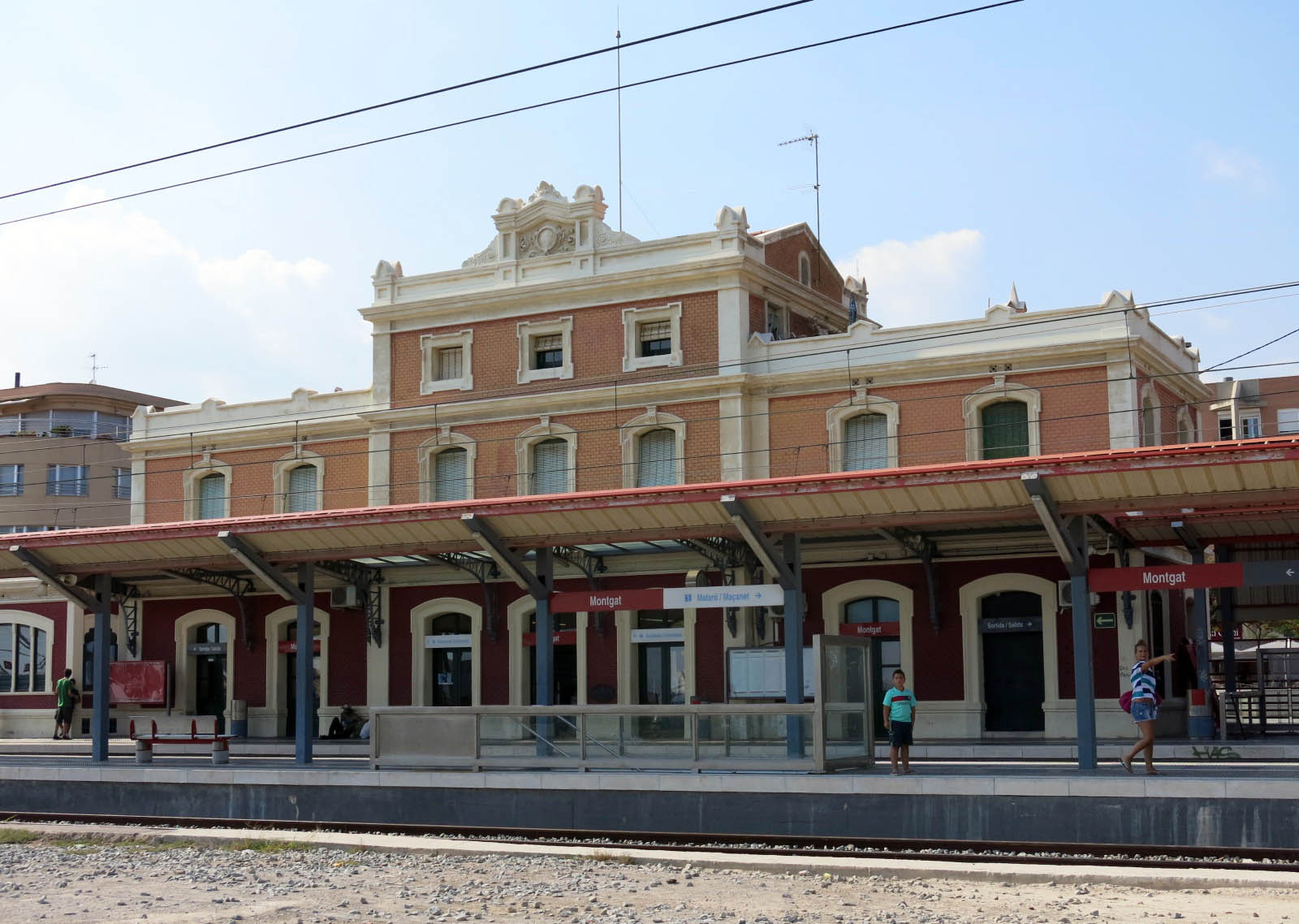
L'edifici davant les marquesines i andanes